# Myllaena kraatzi
Myllaena kraatzi – gatunek chrząszcza z rodziny kusakowatych i podrodziny rydzenic. Zamieszkuje Europę, Afrykę Północną i Azję Zachodnią.

## Taksonomia
Gatunek ten opisany został po raz pierwszy w 1871 roku przez Davida Sharpa.

## Morfologia
Chrząszcz o wydłużonym, łódkowatym w zarysie ciele długości od 2,5 do 3,2 mm. Ubarwienie ma czarne z czerwonawymi goleniami i stopami. Wierzch ciała gęsto porastają jedwabiście połyskujące włoski oraz gęsto rzeźbią bardzo drobne punkty. Człony w środkowej części czułków są wyraźnie dłuższe niż szerokie. Przedplecze jest półtorakrotnie szersze od głowy, o 1/5 szersze niż dłuższe, silniej niż u M. elongata wysklepione. Tylna jego krawędź jest równomiernie zaokrąglona, a kąty tylne niemal zaokrąglone. Owłosienie przedplecza kieruje się prosto ku tyłowi. Długość pokryw mierzona na szwie jest znacznie mniejsza niż długość przedplecza. Odwłok zwęża się silnie od nasady ku tyłowi. Samica ma lekko wybrzuszoną i zaopatrzoną w krótkie, spiczaste, gęsto rozmieszczone szczecinki tylną krawędź szóstego sternitu.

## Ekologia i występowanie
Owad rozmieszczony od nizin po niższe położenia górskie. Zasiedla głównie torfowiska wysokie. Bytuje w wilgotnym detrytusie, wśród torfowców i w kępach wełnianek.
Gatunek palearktyczny. W Europie znany jest z Hiszpanii, Irlandii, Wielkiej Brytanii, Francji, Belgii, Holandii, Niemiec, Szwajcarii, Austrii, Włoch, Danii, Norwegii, Finlandii, Estonii, Litwy, Polski, Czech, Słowacji, Ukrainy, Grecji oraz europejskiej części Rosji. W Afryce Północnej notowany jest z Algierii i Tunezji. W Azji podawany jest z Syrii.
Na „Czerwonej liście gatunków zagrożonych Republiki Czeskiej” umieszczony jest jako gatunek zagrożony wymarciem (EN).